# دنيس ميرفي
دنيس ميرفي هو سياسي كندي، ولد في 2 أبريل 1842، وتوفي في 10 مارس 1917. حزبياً، نشط في حزب أونتاريو المحافظ التقدمي. وقد انتخب عضو برلمان مقاطعة أونتاريو.